# Robert Majorel
Ne doit pas être confondu avec Roger Majoral, autre joueur de rugby à XIII
Pour les articles homonymes, voir Majorel.
Pas d'image ? Cliquez ici

a Compétitions nationales et continentales officielles uniquement.

b Matchs officiels uniquement.
Robert Majorel est un joueur français de rugby à XIII, né le 7 mai 1930 à Beaumont et décédé le 20 octobre 2006 à Foulayronnes.
Il s'agit un joueur de deuxième ligne qui a été international à la fin des années 1950 et au début des années 1960.

## Carrière en Rugby à XV

### Club
- SU Agen (1948-1950)
- Stade rochelais (1950-1951)

#### et, "Honneur"
- 2 fois champion de France militaire avec la 3° Région aérienne 1950 - 1951

## Carrière en Rugby à XIII

### Club
- US Villeneuve : 1951 à 1962
- Tonneins XIII : 1962 à 1964
- SA Villeneuve 13[2] : 1966-?
- Bias XIII : ?

#### et, "Honneur"
- Champion de France avec Lavardac 13
- Détenteur de la Coupe de France Trophée Lord Derby (Villeneuve 13): 1958
- Champion de France (Villeneuve 13): 1959
- Finaliste du championnat de France (Villeneuve 13): 1962

### Équipe de France
- Équipe de France espoirs en 1954 - 1955 (FRANCE - sélection internationale ; FRANCE - AUSTRALIE)
- France A - France B en 1957
- International (6 sélections) 1957, 1958, 1959, 1960 opposé à :
  - Australie : 1957
  - Rugby League : 1958
  - Grande-Bretagne : 1958 (Saint-Hellens), 1959 (LEEDS - GRENOBLE), 1960 (TOULOUSE)